# ゲドゥ・アンダルガチョウ

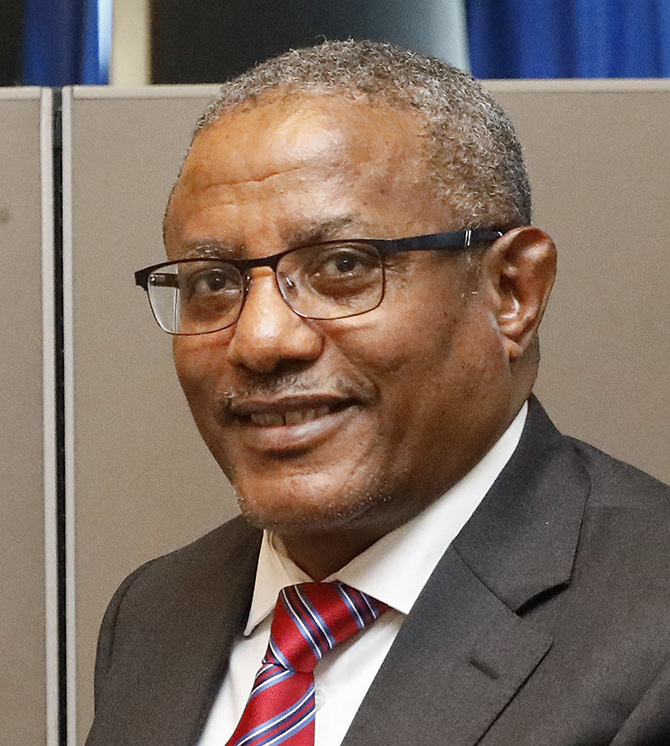

ゲドゥ・アンダルガチョウ（アムハラ語: ገዱ አዳርጋቸው、Gedu Andargachew）は、エチオピアの政治家。現在、同国の国家安全保障顧問を務める。外務大臣、アムハラ州大統領（知事）などを歴任した。
2013年12月、当時のアムハラ州大統領だったアヤル・ゴベゼの辞任により、副大統領のゲドゥが大統領に昇格した。アムハラ州大統領を6年間務めていたが、2019年3月8日に理由を明示せず辞任したのち、2019年4月18日に外務大臣となった。アムハラ州大統領を辞任した際、隣接するティグレ州との民族間の緊張について警告する演説を行っている。